# Hyperaspis reppensis
Hyperaspis reppensis is een keversoort uit de familie lieveheersbeestjes (Coccinellidae). De wetenschappelijke naam van de soort is voor het eerst geldig gepubliceerd in 1783 door Herbst.